# Gunz for Hire
Gunz for Hire (manchmal auch Gunz 4 Hire) ist ein niederländisches Hardstyle-Duo, das aus den DJs Adaro und Ran-D besteht. Sie standen bei Scantraxx und A² Records unter Vertrag. 2015 haben Ran-D und Adaro, zusammen mit B-Front und Frequencerz, ihr eigenes Label Roughstate gegründet.

## Musikalischer Werdegang
Nachdem die beiden im Jahr 2009 schon miteinander gearbeitet hatten, beschlossen sie im Jahr 2011, sich zu einem Duo zusammenzuschließen.
Im Jahre 2013 komponierten sie gemeinsam mit MC Ruffian die Hymne zur Qlimax. Sie trägt den Titel Immortal.

## Diskografie
Die nachfolgende Liste zeigt lediglich die Veröffentlichungen und Erscheinungen der beiden als Duo sowie in Kollaborationen miteinander. Für Adaros Diskografie siehe Adaro. Für Ran-Ds Diskografie siehe Ran-D.

### EPs
- 2013: Gunz for Hire feat. Ruffian – Immortal

### Mitwirkend auf Alben anderer Künstler
- 2011: Verschiedene Interpreten – Gangsters Don’t Dance
- 2012: Verschiedene Interpreten (Headhunterz – Hard With Style) – Bolivia

### Sonstige Veröffentlichungen
- 2009: Ran-D vs. Adaro – My Name is Hardstyle
- 2010: Ran-D & Adaro – Under Attack
- 2010: Ran-D & Adaro – Struggle for Existence
- 2011: Put It on
- 2012: Bolivia
- 2012: Kings of the Underground / The Cycle
- 2013: The Massacre
- 2013: Sorrow (feat. Ellie)
- 2014: Swagger
- 2014: A Storm is Coming
- 2014: May God Be with You All
- 2015: Brooklyn
- 2015: This is Los Angeles
- 2015: Plata o Plomo
- 2015: Uprising Bootleg (Free Release)
- 2016: Dopeman (Free Release)
- 2016: I Am a Criminal
- 2016: Executioner Style
- 2016: No Mercy
- 2016: Bassdrum Junkie (Free Release)
- 2017: Welcome To Death Row
- 2017: Armed & Dangerous
- 2018: Inside my Head (Free Release)
- 2018: Real Warrior
- 2018: Bella Ciao (NL: Gold)[2]
- 2018: We Will Be Immortal (feat. Nikki Milou)
- 2018: Sicknezz (Free Release)
- 2019: Don’t Look
- 2019: Kings of Mayhem
- 2019: Blood Brothers
- 2020: Sicario
- 2020: Every Breaking Wave
- 2021: Toy Soldiers
- 2022: Pussy Lovers
- 2022: Mustang (feat. E-Life)
- 2022: Firestone (feat. Ava Silver)